# Frankie Avalon
Frankie Avalon (født 18. september 1940 i  Philadelphia i USA) en amerikansk skuespiller og sanger. Han er kendt som Teen Angel i filmen Grease fra (1978). Han har også spillet i film som Casino fra (1995) hvor han spiller sig selv.